# Владислав I (князь Чехии)
Владислав I (чеш. Vladislav I.; ок. 1070 — 12 апреля 1125) — князь Чехии в 1109—1117 и в 1120—1125 годах, князь Оломоуцкий в 1110—1113 годах, князь Брненский в 1113—1115 годах, из рода Пржемысловичей. Владислав I был третьим сыном чешского короля Вратислава II от третьего брака со Светославой (Сватавой) Польской.

## Биография
После смерти отца и старшего брата, Бржетислава II, Владислав должен был бороться за власть в Чехии. В 1109 году, после убийства князя Святополка, на чешский престол оказалось несколько претендентов: оломоуцкий князь Ота Чёрный (брат Святополка), а также двое сыновей Вратислава II — Владислав и Борживой. Для решения спора чешская знать обратилась к императору Священной Римской империи Генриху V, который утвердил князем Владислава. Ота Оломоуцкий признал выбор императора.
Однако Борживой, брат Владислава, не успокоился. Воспользовавшись тем, что Владислав отбыл из Чехии в Бамберг, ко двору императора, в союзе с Випрехтом II Гройчским, пославшего на помощь к Борживою своего сына Випрехта III, захватил Пражский замок. В итоге разгорелась междоусобная война, в которой на сторону Владислава стал Ота Оломоуцкий. Войну остановило только вмешательство императора Генриха V, прибывшего в Чехию, чтобы рассудить спор. Император велел схватить Борживоя и Випрехта III, заключив их в замок Хаммерштейн на Рейне.
После пленения Борживоя его сторонники выдвинули нового претендента на чешский престол, которым стал младший из сыновей Вратислава II — Собеслав, живший в Польше. Себе на помощь Собеслав в 1110 году призвал польского князя Болеслава III Кривоустого. Вторгшиеся поляки разбили армию Владислава на реке Трутине. Но вскоре Болеслав заключил мир с Владиславом и вернулся в Польшу. По условиям мира Собеслав смог вернуться в Чехию, где получил в 1111 году в качестве удела Жатецко.
Однако в 1113 Собеслав вновь поссорился с Владиславом и бежал в Польшу. Набрав армию, он вторгся в Чехию, но особых успехов не добился и был вынужден отступить. Позже он помирился с Владиславом, получив от того в удел Зноемское княжество, а в 1115 году — ещё и Брненское княжество.
Около 1110 года Владислав I вступил в брак с Риксой фон Берг, дочерью графа Генриха фон Берг-Шелклинген. Вскоре на Саломее фон Берг, сестре Риксы, женился Болеслав III Кривоустый, породнившись с Владиславом.
В 1114 году Владислав был принят при дворе императора Священной Римской империи, где получил звание императорского обер-шенка.
В 1117 году Владислав был вынужден передать чешский престол своему брату Борживою, которого поддерживал австрийский маркграф Леопольд III, на сестре которого был женат Борживой. Под управлением Владислава остались только заэльбские владения.
Однако уже в 1120 году Владислав вновь вернул себе княжеский престол, а Борживой отправился в изгнание, где и умер в 1124 году. Также в изгнание отправился и Собеслав. В 1121 году Владислав приказал восстановить разрушенный в начале XII века замок Дона.
В последние годы правления Владислав серьёзно заболел и сделал наследником своего верного союзника, князя Оломоуца Оту Чёрного. Однако это не устраивало Собеслава, который в 1125 году вернулся в Чехию. В итоге Сватава, мать Владислава и Собеслава, помирила братьев, после чего Владислав признал своим наследником Собеслава.
Владислав умер 12 апреля 1125 года и был похоронен в церкви Святой Марии в Праге. Наследовал ему Собеслав, права которого попытался оспорить уехавший в Моравию Ота Чёрный.

## Семья
Жена: с около 1110 Рикса фон Берг (ок. 1095 — 27 сентября 1125), дочь Генриха I фон Берг и Адельгейды фон Мохенталь. Дети:
- Владислав II (ок. 1110 — 18 января 1174), князь Чехии 1140—1158, король Чехии 1158—1173
- Депольт I (ум. 14/15 августа 1167), князь Моравии в Йемнице, родоначальник династии Депольтичей
- Генрих (Йиндржих) (ум. после 1169)
- Сватава Чешская (Лиутгарда) (ум. 19 февраля после 1126); муж: Фридрих IV фон Диссен (ум. 11 апреля 1148), фогт Регенсбурга